# شیخ‌لی (تاش‌اوا)
شیخ‌لی (به لاتین: Şeyhli) یک منطقهٔ مسکونی در ترکیه است که در تاشوا واقع شده‌است.